# 準糙鱗條鰨
準糙鱗條鰨為輻鰭魚綱鰈形目鰨亞目鰨科的其中一種，為亞熱帶海水魚，分布於東印度洋澳洲南部海域，棲息深度35-60公尺，體長可達15公分，棲息在軟底質底層水域，生活習性不明。

## 扩展阅读
維基物種上的相關：準糙鱗條鰨